# Купріков Олексій Миколайович
Олексі́й Микола́йович Ку́пріков, псевдо «Лєший» (13 січня 1971 року, ст. Безрічна, Олов'яннинський район, Читинська область, РРФСР — 9 квітня 2020 року, с. Кримське, Новоайдарський район, Луганська область) — солдат, механік-водій 3-го батальйону 93-ї окремої механізованої бригади «Холодний Яр» Збройних сил України, учасник російсько-української війни.

## Із життєпису
Проживав у смт Черкаське Новомосковського району Дніпропетровської області. 
Учасник Антитерористичної операції на сході України та Операції об'єднаних сил на території Луганської та Донецької областей з листопада 2018 року. На війну пішов через загибель кращого друга, контракт уклав напередодні виходу бригади на фронт.
Службу почав з посади стрільця-помічника гранатометника, згодом навчався на механіка-водія. Учасник бойових дій біля Новоселівки Другої та Кримського.
Загинув 9 квітня 2020 року, біля села Кримське Новоайдарського району, внаслідок множинних осколкових поранень, під час 40-хвилинного бою з найманцями РФ.
Похований 11 квітня 2020 року в с. Вільне Новомосковського району Дніпропетровської області. Залишились мати, сестра, дружина та син.

## Нагороди та вшанування
- Указом Президента України № 601/2020 від 29 грудня 2020 року «Про відзначення державними нагородами України», за особисту мужність і самовіддані дії, виявлені у захисті державного суверенітету та територіальної цілісності України, нагороджений (посмертно) орденом «За мужність» III ступеня[1].